# Villar de Orcheta

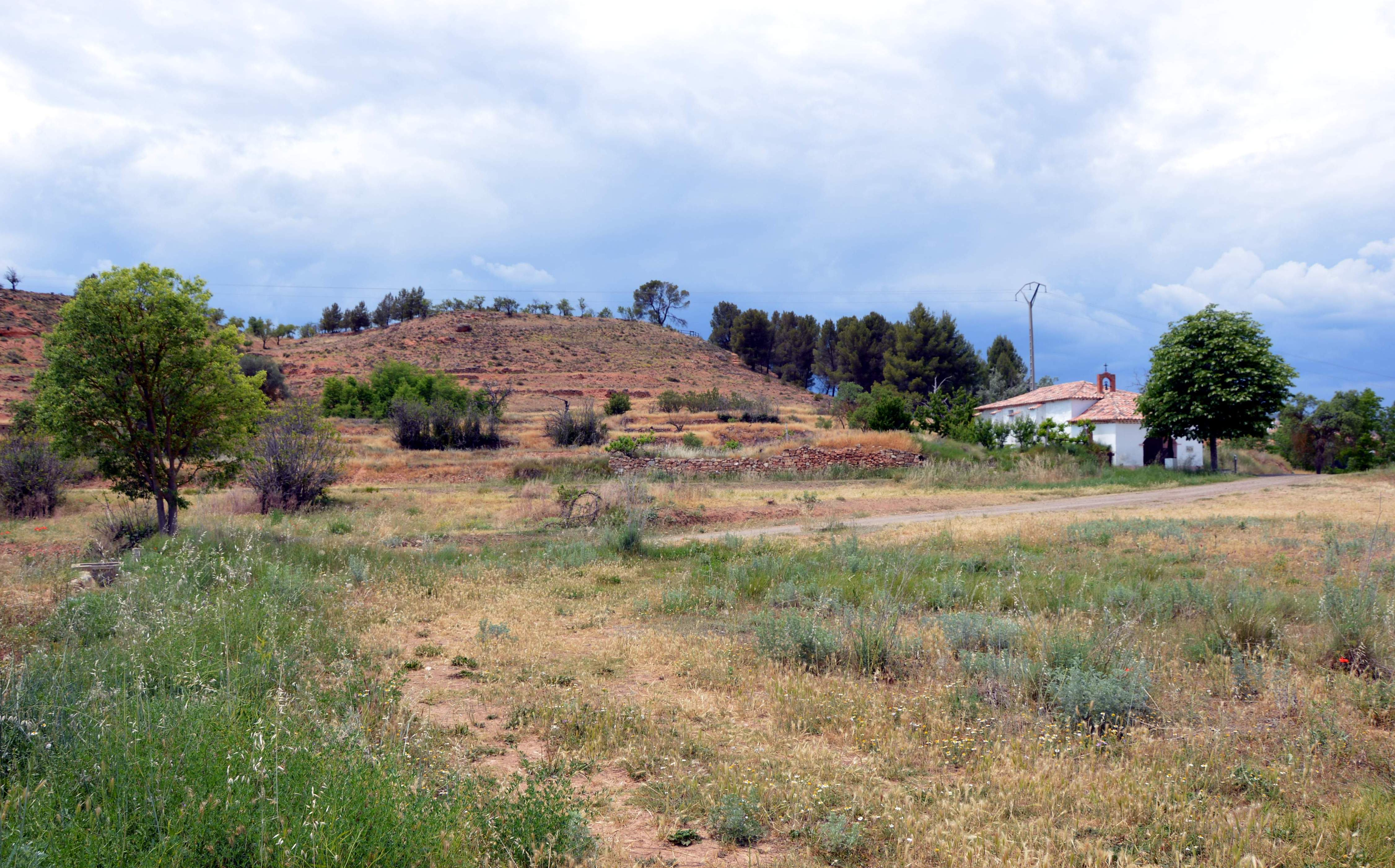
Vista general del despoblado de Los Villares, con detalle de la Ermita de san José, Torrebaja (Valencia), 2017.

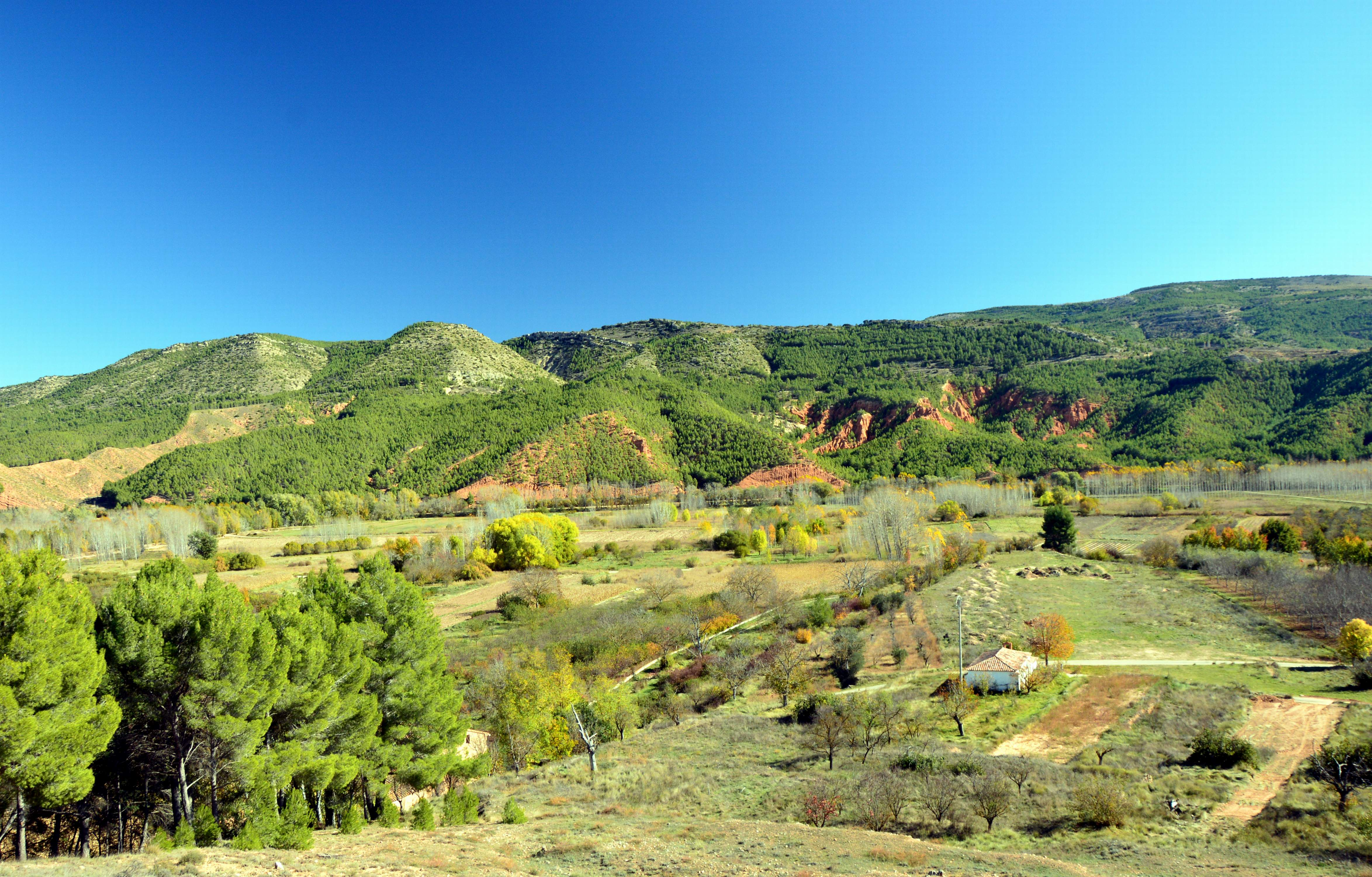
Vista de la Vega del Turia desde el Mirador de la Loma en Torrebaja (Valencia), con detalle de la Ermita de san José en Los Villares, 2021.

El villar de Orcheta (también, Torre del Villar de Orchet u Orxeta y Los Villares) es un lugar despoblado en el municipio de Torrebaja, comarca del Rincón de Ademuz, en la provincia de Valencia (Comunidad Valenciana, España).
El despoblado se halla en el entorno de la actual Ermita de San José, en posición meridional respecto de Torrebaja.

## Historia
Consta documentalmente la existencia de moros en Torrebaja («Torrefondonera», «Torre Hondonera» o «Torrefondonars», también conocida como «Lugar del Villar de Orchet» y «Orcheta») en el primer cuarto del siglo XV (1425). Según se piensa, tras la expulsión de los moriscos a principios del siglo XVII (1609-1614) el lugar se despobló, levantándose Torrebaja en el lugar donde actualmente se halla.
A principios del siglo XVII (1610), sin embargo, Torrebaja era un lugarcillo, aldea o calle en la jurisdicción de Castielfabib, poblado por algunos aparceros y cultivadores.
En su testamento (de 1638), don Diego Ruiz de Castellblanque se autodenomina “Sr. de este lugar de la Torrebaja del Villar de Orchet del reino de Valencia”. El título “Villar de Orchet” lo recoge sin duda de la antigua ubicación del poblado, antecesor de la actual Torrebaja, situada en la cota baja de un cerro arcilloso, margen derecha del Turia, entre este y el Ebrón.
Villar de Orcheta es el nombre que recibe el colegio rural asociado (CRA) de la localidad, en memoria de los precedentes históricos del pueblo.

## Ubicación
Se halla en el entorno de la Ermita de San José, entre el Molino de San José (de Arriba) y el Molino del Mayorazgo (de Abajo). Por en medio del lugar pasa el camino Viejo de Ademuz a Teruel, que forma parte del Camino Real o Nacional de Valencia a Zaragoza por Teruel. Badía Marín (1953), dice del lugar:

«Junto al Camino Viejo de Ademuz, en las proximidades del Molino Viejo, está situada esta Ermita, de moderna construcción. Frente a la misma se alzaba el poblado de la Torre del Villar de Orcheta, hoy totalmente desaparecido, aunque con frecuencia se encuentran objetos que denotan la vida de este poblado».
Torre Baja, mi pueblo, Vicente Badía Marín et al.

A finales del siglo XVII (1681) Torrebaja ya contaba con medio centenar de casas, situadas “a la misma ribera del río Turia”, siendo de don Juan Castelblanc.